# 多瑞亞
多瑞亞（葡萄牙語：Dória；1994年11月8日—）是一位巴西足球運動員。在場上的位置是中後衛。他現在效力於墨西哥超級足球聯賽球隊拿根亞。他也代表巴西國家足球隊參賽和各級國青隊參賽。

## 外部連結
- 多瑞亞在 National-Football-Teams.com 上的出场纪录
- Soccerway資料庫：多瑞亞